# Камера безопасности дорожного движения

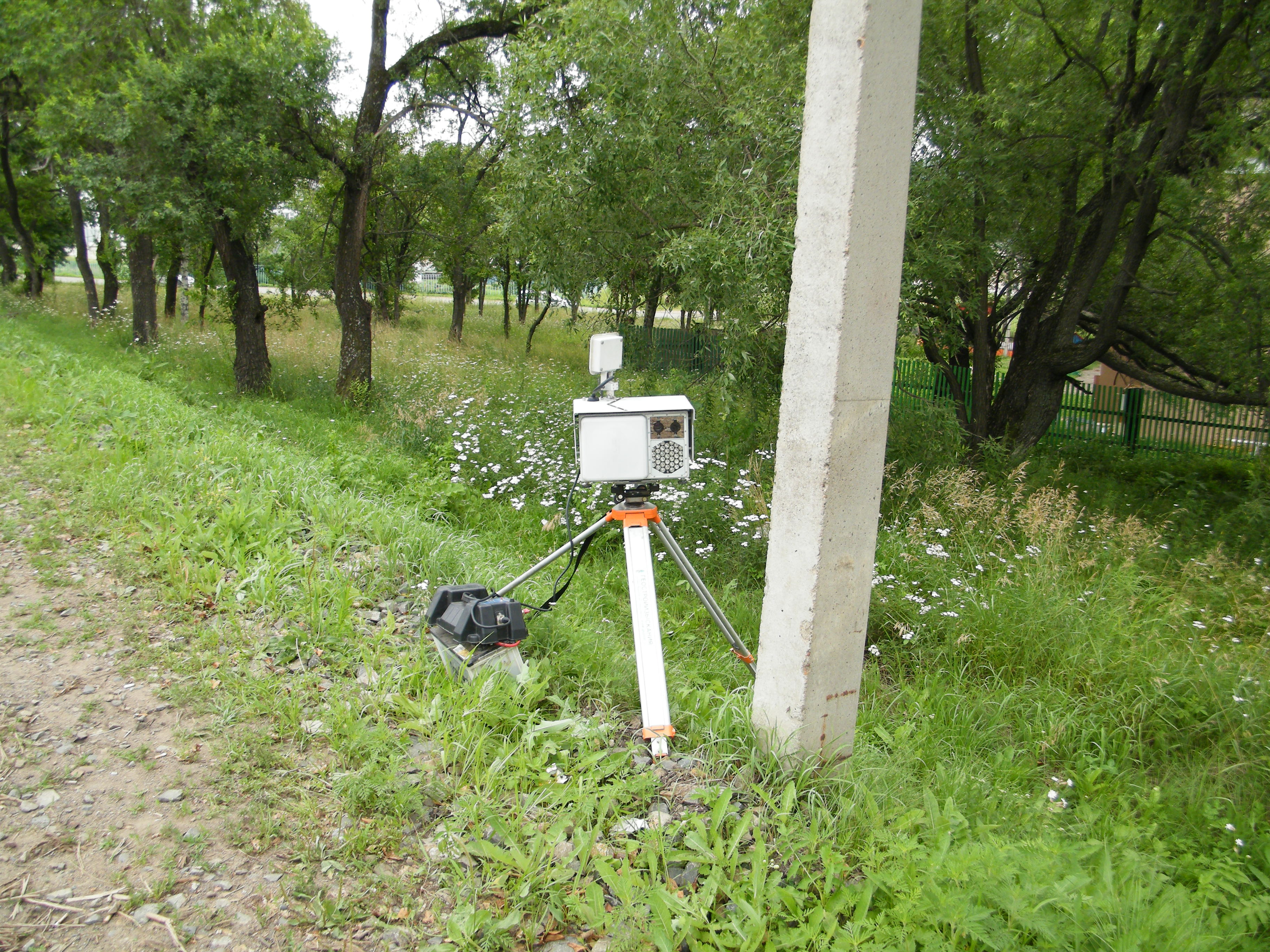
Переносная камера безопасности дорожного движения. Связана радиоканалом с пультом управления в полицейском автомобиле.

Камера безопасности дорожного движения — система, включающая камеру и устройство, автоматически определяющее нарушения правил дорожного движения, например, превышение автомобилем разрешённой на данном участке скорости проезда. Возможны различные варианты реализации в зависимости от типов фиксируемых нарушений.
- Камеры скорости (англ. Speed camera) используются для фиксации факта превышения скорости. Могут быть переносными (мобильными). Для определения скорости движущегося автомобиля обычно используется радар[1]. Иногда могут применяться пары камер на расстоянии друг от друга, измеряющие среднюю скорость[2].
- Камеры автофиксации проезда на красный свет (англ. Red light camera) снимают автомобили, заехавшие за линию после того, как зажёгся красный сигнал светофора.
- Камеры полосы движения автобусов (англ. Bus lane cameras) определяют автомобили, движущиеся по дорожной полосе, зарезервированной для движения автобусов. В некоторых штатах США по этим полосам также разрешено движение автомобильных пулов (англ. car pooling).
- Камеры контрольных постов (англ. Toll-booth camera) определяют автомобили, проехавшие через контрольный пост без оплаты пошлины.
- Камеры переездов (англ. Level crossing camera) определяют автомобили, пересёкшие железнодорожный переезд со шлагбаумом с нарушением.
- Камеры платы за въезд на перегруженную территорию (англ. Congestion charge camera) используются для фиксации факта бесплатного проезда на перегруженную территорию (плата взимается для ограничения автомобильного потока в больших городах, например в Лондоне).
- Камеры пересечения двойной сплошной (англ. Double white line camera) снимают автомобили, пересекающие двойную сплошную линию.
- Камеры фиксирующие мотоциклистов и пассажиров мотоциклов без шлемов.[3]
- Камеры фиксирующие водителей и пассажиров автомобилей не пристёгнутых ремнями безопасности.[4]

Существуют комбинированные системы: например, есть камеры, определяющие проезд на красный свет и превышение скорости.